# Бакин Конец
Бакин Конец — деревня в Гдовском районе Псковской области России. Входит в состав городского поселения «Гдов» Гдовского района.
Расположена в 6 км к северу от Гдова, на правом берегу реки Черма, в 1 км к востоку от одноимённой деревни Черма.

## Население
Численность населения деревни по оценке на 2000 год составляет 3 человека, по переписи 2002 года — 0 человек.

## История
До 2005 года деревня входила в состав ныне упразднённой Гдовской волости.